# Ribeira Grande, Açores
Ribeira Grande là một huyện thuộc tỉnh Açores, Bồ Đào Nha. Huyện này có diện tích 180 km², dân số thời điểm năm 2001 là 28462 người.